# Gwen Rakotovao
Gwen Rakotovao (née à Rouen) est une danseuse et chorégraphe évoluant en France. Elle est la lauréate du concours international de danse de Biarritz 2012 dans la catégorie contemporain,.

## Biographie
Gwen Rakotovao née en Normandie dans une famille malgache. Après avoir obtenu un baccalauréat scientifique à l'âge de 17 ans, elle se tourne vers une carrière de danseuse et intègre l’Institut de formation professionnelle Rick Odums à Paris. En 2007, elle intègre l’Alvin Ailey School, et s'établit à New York où elle crée sa compagnie de danse, la Gwen Rakotovao Company. En parallèle, elle est interprète pour des chorégraphes tel que Qudus Onikeku, Mehdi Farajpour, H.T. Chen, Teresa Fellion, YaTande Chitney Hunter.
Elle obtient en 2012 la médaille d’or du Concours international de danse de Biarritz dans la catégorie contemporain avec pour président du jury Thierry Malandain.
En 2009, elle représente son pays d’origine, Madagascar, au concours Miss Diaspora models.
Elle est l’auteur du conte pour enfants Zari l’intrépide  et la fondatrice du programme de danse humanitaire Masimihanta à Madagascar, un programme destiné aux enfants défavorisés et orphelins du centre Ketsa de Vontovorona et sponsorisé par Eau Vive,.

## Chorégraphe
Sa première pièce chorégraphique Initiation, créée en 2013, tourne en Europe, Asie et en Afrique.
En 2014, elle créée L'amour. La liberté. à New York, une pièce pour six interprètes en collaboration avec le Leeds College of Music.
En 2017, elle créée Fitiavana, un solo qui tourne internationalement notamment à la Biennale de la danse en Afrique à Marrakech.
En 2022, elle devient Artiste Associée à la compagnie SoaZara Arts et Partage créée par l'écrivain et metteur en scène malgache Raharimanana.

## Œuvres principales
- 2017 : Fitiavana [12],[13]
- 2014 : L'amour. La liberté. (Love. Freedom.)[14],[15]
- 2013 : Initiation [16],[17],[18],[19],[20],[21],[22]